# Brunellia foreroi
Brunellia foreroi är en tvåhjärtbladig växtart som beskrevs av C.L. Orozco. Brunellia foreroi ingår i släktet Brunellia och familjen Brunelliaceae. Inga underarter finns listade i Catalogue of Life.